# Alfred Jönsson
Alfred Joel Jönsson, född 21 februari 1998 i Lund, är en svensk handbollsspelare (mittnia/vänsternia).

## Klubblagskarriär
Alfred Jönsson började spela handboll i H43 Lund. 2015 valde han lokalkonkurrenten Lugi HF. Han ville utvecklas i lugn och ro på hemmaplan och tackade nej till regerande svenska mästarna IFK Kristianstad. Han fick debutera i Lugis A-lag redan som 17-åring. 2017 blev han utsedd till Sveriges bästa talang av tidskriften Match. Året innan var han tvåa på samma lista. Under säsongerna 2017-2018 och 2018-2019 var Jönsson Lugis dominerande spelare. Den 4 februari 2019 blev det klart att Alfred Jönsson lämnar Lugi HF efter säsongen och går till TSV Hannover-Burgdorf i tyska bundesligan.
Från och med säsongen 2021/22 spelar han för danska Skjern Håndbold.

## Landslagskarriär
Som 17-åring kom Alfred Jönsson med i U19-landslaget. Sommaren 2017 spelade han med U21-landslaget i U21-VM i Algeriet. Det svenska laget hade fått ett wild card till slutspelet efter att ha förlorat kvalet till Danmark. Sverige förlorade i åttondelsfinalen med 28–31 mot Tyskland efter förlängning. Dominerande spelare i svenska laget var Alfred Jönsson och Emil Hansson. Hösten 2017 blev han uttagen i seniorlandslagets "ligalandslag". Han fick också följa med A-landslaget till Island på ett sammandrag.
I november 2020 debuterade han i A-landslaget, i en EM-kval-match mot Rumänien. Han har sedan dess bland annat varit med och tagit silvermedalj i VM 2021 i Egypten. I VM gjorde Jönsson ett stort intryck under match mot Belarus, då Sverige med sin startuppställning gjorde mycket tekniska fel och hade en svag start. Inbytta blev då Jönsson och Felix Claar, som tillsammans med Lukas Sandell på niometerspositionerna blev starkt avgörande för att lyckas vända 8 måls underläge till ett slutresultat på 26-26. De tre kom efter detta att få smeknamnet "Jönssonligan".

## Individuella utmärkelser
- All-star team Handbollsligan 2017/18 och 2018/19
- Utsedd till Sveriges främsta talang i svensk handboll 2017 av magasinet Match.[10]
- Årets komet i Svensk handboll 2018